# Museo ferroviario di Suno
Il Museo Ferroviario di Suno è un museo di Suno, in provincia di Novara posto nei locali della stazione ferroviaria di Suno.

## Storia
L’Associazione Ferromodellisti e Ferroamatori Sunesi nasce nel 2006 dalla volontà del presidente Francesco Pietro Luciani e, dell'allora vice presidente, Stefano Foradini. L’Associazione, senza fini di lucro, si propone, “senza discriminazione di carattere politico, religioso o razziale, di diffondere la cultura ferroviaria in tutte le sue forme e per la realizzazione dello scopo prefisso, di agire a favore di tutta la collettività” (Art. 2.1 , 2.2 dello Statuto). Luciani e Foradini avevano un sogno comune: realizzare nel fabbricato della stazione di Suno, non più in uso dagli anni ‘80, un museo ferroviario con cimeli e divise, di loro proprietà: “erano ormai troppi per restare negli scatoloni”. Dopo ben 7 anni di complicate pratiche burocratiche l’associazione riuscì, tramite il comune di Suno, a ricevere, in comodato d’uso, da Rete Ferroviaria Italiana (il gestore dell’infrastruttura) il Fabbricato Viaggiatori della stazione di Suno. Il Museo venne ufficialmente inaugurato il 25 aprile 2013, alla presenza del sindaco di Suno Nino Cupia, del vice sindaco Riccardo Giuliani, del Sindaco di Cressa Luigi Zabarini ed del parroco di Suno Don Alberto Franzosi. Passarono gli anni e l’associazione acquisì sempre più visibilità. Nel 2017 vi è il cambio di Vice Presidente a favore di Stefano Giovannone. Gli oneri riguardanti la pulizia, sistemazione, imbiancatura e la realizzazione delle sale espositive è stata opera della passione di un pugno di volontari. Il Direttore Generale della Fondazione FS Italiane, l'Ing. Luigi Francesco Cantamessa Armati nella sua visita presso museo, il 17 gennaio 2020, ha espresso piacevole ammirazione per il lavoro svolto. Il Museo ha aperture calendarizzate e straordinarie con interventi a diverse manifestazioni importanti di settore. Molti progetti hanno preso vita dall'apertura e molti altri sono in fase di sviluppo o di ideazione.

## Esposizioni
All'interno del Fabbricato viaggiatori sono presenti: Plastici e Diorami in scala H0, Ricostruzione di una cabina di una Locomotiva FS E.636 e Carrozza Centoporte, numerosi cimeli e oggettistica ferroviaria, Ricostruzione in scala H0 della stazione di Alzo e del tratto terminale della Ferrovia Gozzano-Alzo. All'esterno nel piazzale è in fase di restauro una Draisina FS e sono in fase di ristrutturazione i locali dei Bagni e del Magazzino Merci